# Penisa albolinearia
Penisa albolinearia là một loài bướm đêm trong họ Noctuidae.